# キモフスク
座標: 北緯53度58分 東経38度32分 / 北緯53.967度 東経38.533度

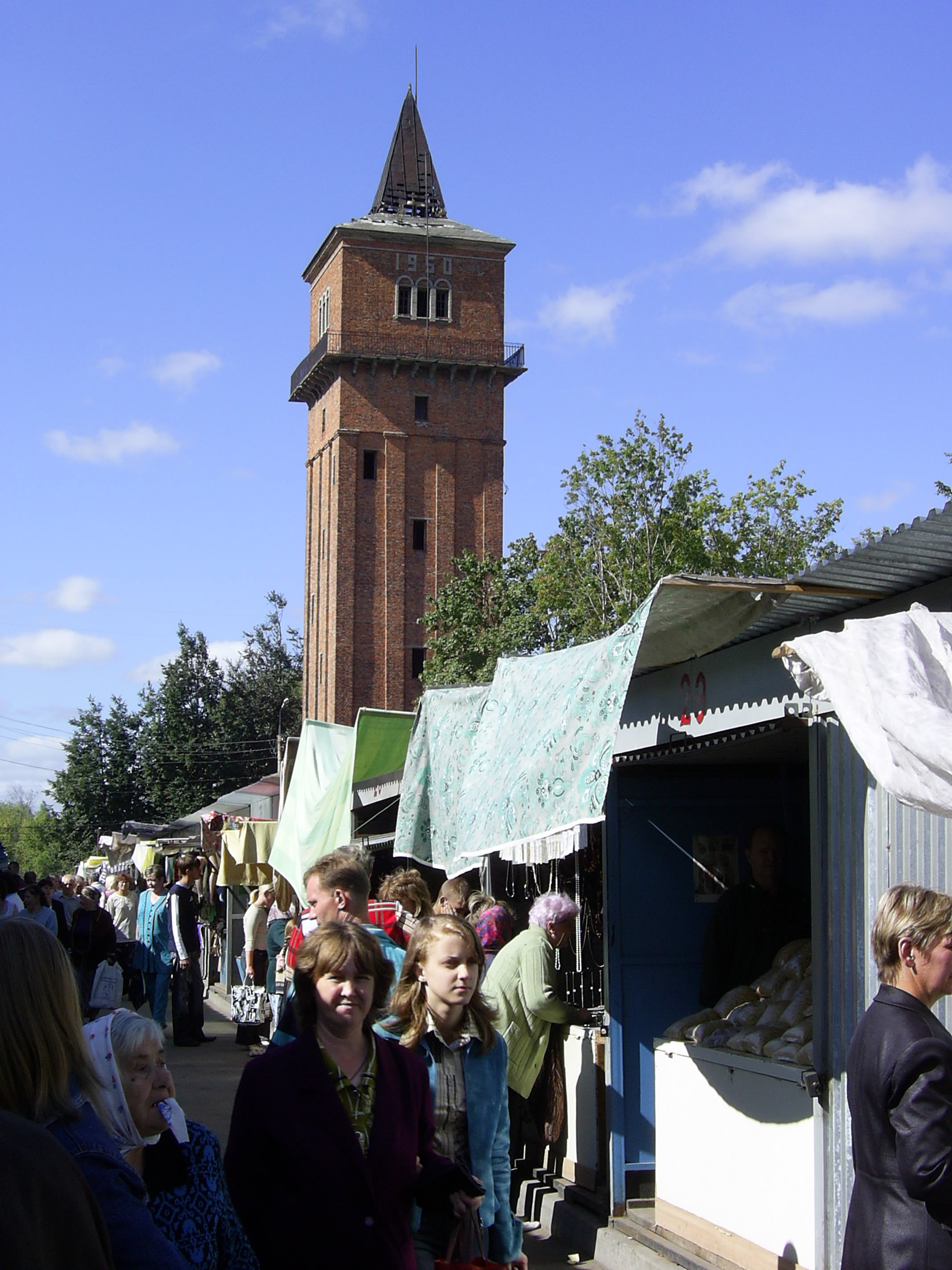

キモフスク（キーモフスク、ロシア語: Ки́мовск、ラテン文字表記の例: Kimovsk）は、ロシアのトゥーラ州にある町。人口は2万6475人（2021年）。州都トゥーラから南東へ77km。
ノヴォモスコフスク、ドンスコイ、ウズロヴァヤ、ボゴロジツクなどの褐炭生産で栄えた町の東にあり、リャザン州の州境に近い。中央ロシア高地の東の縁にあり、ヴォルガ川水系とドン川水系が交錯している。

## 歴史
キモフスクはモスクワ褐炭炭田の開発と共に建設された町で、大祖国戦争（独ソ戦）の最中の褐炭増産の時期に開かれた。当時、青年共産主義者インターナショナル（Коммунистический интернационал молодёжи、略称はКИМあるいはKIM）という名のコルホーズに多くの褐炭炭鉱が開設された。キモフスクという地名は、このコルホーズの略称の「KIM」にちなむ。
コルホーズの中心集落だったミハーイロフカ（Миха́йловка）に炭鉱住宅地が建設され、1948年に都市型集落となってキモフスクと改名し、1952年5月31日に市の地位を得た。1979年には4万を超えた人口は、褐炭の生産が衰えるにつれ減少している。

## 産業と交通
1990年代に褐炭生産が終了し、主な産業は電子工業、食品工業、建設業などとなっている。
1874年に開業したヴャジマ＝トゥーラ＝ボロホヴォ＝ウズロヴァヤ＝リャジスク間の鉄道沿線にある。
またバスが、モスクワ、トゥーラ、リャザン、ノヴォモスコフスク、ウズロヴァヤなどとの間を結ぶ。